# Bernardino Villalpando
Bernardino Villalpando (Talavera de la Reina, Corona de Castilla, ca. 1500-Santa Ana de la provincia de San Salvador, Imperio español, 28 de diciembre de 1570) fue un sacerdote español que fuera asignado en el cargo de obispo de Santiago de Cuba de 1561 a 1563 y luego en el de Guatemala desde 1563 hasta 1570.

## Biografía
Nacido en España, fue nombrado obispo de Cuba el 27 de junio de 1561, posteriormente pasa a ocupar el cargo de obispo de Guatemala desde el 28 de abril de 1564.
Al llegar a Guatemala, se dio cuenta de que la diócesis no tenía el apoyo necesario de padres seculares para extender su autoridad. Los frailes que pertenecían a las poderosas órdenes regulares habían empezado a catequizar a los indígenas guatemaltecos, pero respondían a la Corona española por medio de sus propios prelados y provinciales, y se rehusaban a reconocer a la autoridad de los obispos. Pero por ese entonces se proclamaron los decretos del concilio de Trento, los cuales fueron ratificados por el rey Felipe II: por medio de estos decretos, se le otorgaba a los obispos católicos la responsabilidad sobre todos los religiosos que vivieran en los confines de sus respectivas diócesis, sin importar si los religiosos eran regulares o seculares.
Los decretos del concilio le otorgaban nuevos derechos canónicos para someter a las órdenes regulares a su mandato; de haber sido exitoso en su empresa, habría sido el verdadero jerarca de la iglesia católica en Guatemala, y no solo el director del clero secular. Las órdenes regulares se opusieron rotundamente a sus intenciones, resistiéndose a cualquier intento de autoridad episcopal refugiándose en las excepciones y privilegios que se les habían otorgado temporalmente para la «conversión» de los indígenas. El obispo intentó imponer su autoridad porque los privilegios monásticos le resultaban intolerables: predicaban con catecismos que no habían sido aprobados por el obispo y todos los frailes monásticos se resistían a ser inspeccionados por el jerarca de la diócesis.
Aún contando con el apoyo de la Corona española y de los decretos del concilio de Trento, Villalpando no tenía suficiente poder para imponer su autoridad sobre las órdenes regulares. Las órdenes lograron mantener alejada a la autoridad del obispo porque ellas tenían el control de todos los poblados de la región y el obispo no tenía suficientes curas seculares para sustituir a los frailes. Y cuando Villalpando los amenazó con retirarles la autoridad de administrar los sacramentos, las órdenes lo amenazaron a su vez diciéndole que iban a abandonar la ciudad.
En su desesperación por contrarrestar a las órdenes, Villalpando se esforzó por reclutar a quienes fuera para el clero secular que comandaba, y así acrecentar el poder de su diócesis; llegó incluso a ofrecer regalos y los favores de mujeres que se alojaban en la residencia del obispo. Llegó incluso a enviar a los miembros de la comunidad de la catedral a las parroquias, a fin de que estas estuvieran servidas, aún a expensas de que la catedral no lo estuviera; de hecho, la catedral de entonces estaba cubierta de paja.
La lucha de poder con las órdenes religiosas llegó a su máxima tensión cuando despojó a los franciscanos de las parroquias que administraban en una de las provincias, y lo intentó en otras dos, despachando edictos con graves penas; el clero regular, por su parte acusó al obispo Villalpando de malos tratos y de desatender la disciplina de los clérigos seculares, haciendo caso omiso de los delitos y excesos cometidos por estos contra los indios. Además, lo acusaron de tener en su casa mujeres que no eran sus parientes lo que obligó a la jerarquía católica a enviar un ministro a Guatemala para informarse de lo que en realidad estaba ocurriendo.

## Muerte
La aplicación de los decretos del concilio de Trento molestó de tal manera a las órdenes regulares, que estas con sus quejas lograron que Villalpando fuera condenado por el capitán general guatemalteco Francisco Briceño, que según real cédula del 30 de agosto de 1567, el rey Felipe II ordenaba a Briceño remediar los desórdenes del obispo, y fue obligado a dejar la ciudad de Santiago de los Caballeros de Guatemala, por lo que a partir de entonces se encargaría de visitar varias poblaciones de su diócesis para construirles sus respectivas ermitas o parroquias provisionales y consagrarlos a un determinado santo patrono. El 26 de julio de 1569 llegó al pueblo de Cihuatehuacan ubicado en la entonces provincia de San Salvador (parte de la actual república de El Salvador) donde fundó una ermita (parroquia provisional) dedicada en honor a la Señora Santa Ana cambiándole el nombre de la población por el de Santa Ana, decidiendo entonces a vivir desde ese momento en dicha población. El 28 de diciembre de 1570 lo encontraron muerto en su residencia en esa población siendo sepultado en la ermita.
El vistador de la jerarquía católica ya no llegó, pues Villalpando ya había muerto. Posteriormente en mayo de 1571 sus restos fueron trasladados a la capilla del sagrario en la Catedral de ciudad de Guatemala. Villalpando fue el único obispo de Guatemala en cien años que se atrevió a hacerle frente al poder de las órdenes regulares; de hecho su sucesor, fray Gómez Fernández de Córdoba favoreció a las órdenes regulares.